# Cratere Fracastoro
Fracastoro, ufficialmente Fracastorius, è un grande cratere lunare di 120,58 km situato nella parte sud-orientale della faccia visibile della Luna, sul confine meridionale del Mare Nectaris, ed è quanto rimane di un antico impatto ormai ricoperto di lava. A nordovest di questa formazione si trova il cratere Beaumont, mentre a nordest c'è il cratere Rosse.
La parete settentrionale del cratere è stata completamente erosa; l'unico resto sono alcune piccole collinette all'interno del mare lunare. La lava che ha dato origine al Mare Nectaris ha invaso anche il cratere, dunque la struttura ora è simile a una baia. Quello che resta del bordo è pesantemente eroso e ricoperto da impatti minori; soltanto rare sezioni sono ancora intatte. L'altezza massima dell'orlo è di 2.400 metri. Il più notevole dei crateri minori è "Fracastoro D", che occupa una consistente parte del bordo occidentale.
Fracastorius non ha alcun picco centrale, ma una lunga rima che passa attraverso il centro del fondale in direzione est-ovest.
Il cratere è dedicato al fisico italiano Girolamo Fracastoro.

## Crateri correlati
Alcuni crateri minori situati in prossimità di Fracastorius sono convenzionalmente identificati, sulle mappe lunari, attraverso una lettera associata al nome.
| Fracastorius | Coordinate            | Diametro (in km) |
| ------------ | --------------------- | ---------------- |
| A            | 24°25′48″S 36°26′24″E | 17,39            |
| B            | 22°35′24″S 37°15′00″E | 25,04            |
| C            | 24°38′24″S 34°31′48″E | 16,52            |
| D            | 21°49′12″S 30°52′12″E | 26,52            |
| E            | 20°14′24″S 31°01′12″E | 12,56            |
| G            | 21°12′S 38°21′E       | 15,79            |
| H            | 20°46′48″S 30°34′12″E | 20,39            |
| J            | 20°51′00″S 37°22′48″E | 11,6             |
| K            | 25°24′00″S 34°40′48″E | 16,77            |
| L            | 20°40′12″S 33°12′36″E | 4,23             |
| M            | 21°48′36″S 32°55′12″E | 3,61             |
| N            | 23°16′48″S 33°57′36″E | 9,03             |
| P            | 25°30′36″S 33°20′24″E | 7,29             |
| Q            | 25°12′36″S 33°13′48″E | 7,81             |
| R            | 23°52′48″S 33°40′48″E | 5,23             |
| S            | 19°01′48″S 31°58′12″E | 4,47             |
| T            | 19°51′00″S 37°22′12″E | 13,73            |
| W            | 22°42′00″S 35°41′24″E | 6,65             |
| X            | 23°03′36″S 31°01′12″E | 6,87             |
| Y            | 23°00′36″S 31°55′48″E | 12,63            |
| Z            | 24°53′24″S 33°33′00″E | 10,08            |